# Wilhelm Feddersen
Berend Wilhelm Feddersen, född 26 mars 1832 i Schleswig, död 1 juli 1918 i Leipzig, var en tysk fysiker.
Feddersen studerade vid katedralskolan i sin födelsestad, men sändes 1850 på grund av det danska inflytandet till gymnasiet i Gotha.  Åren 1851–54 studerade han kemi hos Friedrich Wöhler i Göttingen, men intresserade sig även för Wilhelm Eduard Webers föreläsningar i fysik. Efter en tid i Berlin, där Heinrich Dove, Johann Peter Gustav Lejeune Dirichlet och Gustav Magnus var hans lärare, flyttade han till Kiel där Gustav Karsten var verksam. Han disputerade 1857 på avhandlingen Beiträge zur Kenntnis des elektrischen Funkens. Efter en kort tid i Schweiz, flyttade han till Leipzig för att åhöra Wilhelm Gottlieb Hankels föreläsningar i matematik och fysik. Här kom han att verka som privatforskare till sin död. 
Feddersen är mest känd för sina undersökningar av oscillatoriska kondensatorurladdningen. Han upptäckte även de så kallade "termodiffusionen" (1873). Tillsammans med Arthur von Oettingen utgav han tredje bandet av Johann Christian Poggendorffs Biographisch-literarisches Handwörterbuch zur Geschichte der exacten Wissenschaften (1898).